# Akbarszo Iskandarow
Akbarszo Iskandarow (ur. 1 sierpnia 1951 w Kewronie) – tadżycki polityk, pełniący obowiązki prezydenta Tadżykistanu od 6 października do 2 grudnia 1991 i ponownie od 7 września do 20 listopada 1992. Pełnił funkcje ambasadora Tadżykistanu w Turkmenistanie, Kazachstanie i Mongolii. Z wyznania jest muzułmaninem.